# The Reluctant Saint
The Reluctant Saint (bra: O Santo Relutante) é um filme de comédia dramática de 1962 que conta a história de José de Cupertino, um Frade Franciscano Conventual italiano do século XVII e místico honrado como santo pela Igreja Católica.
É estrelado por Maximilian Schell como Giuseppe Desa, bem como Ricardo Montalbán, Lea Padovani, Akim Tamiroff e Harold Goldblatt. O filme foi escrito por John Fante e Joseph Petracca e dirigido por Edward Dmytryk. Foi feito em Roma, com os sets do filme desenhados pelo diretor de arte, Mario Chiari.

## Enredo
A maioria dos eventos principais do filme são baseados em eventos históricos ou relatos sobre a vida de São José de Cupertino. Nascido Giuseppe Desa, dizia-se que ele era incrivelmente pouco inteligente, mas foi registrado por muitas testemunhas durante sua vida como sujeito à levitação milagrosa e ao êxtase intenso.
O filme começa com Giuseppe (Maximilian Schell) passando seus últimos dias em casa com sua mãe (Lea Padovani). Por causa de seu raciocínio lento, ela o manteve na escola, apesar de ele ser um homem adulto, mais velho do que os outros alunos. Ele é visto suportando com paciência e bom coração o ridículo de seus companheiros aldeões e suportando tentativas fracassadas de trabalhar como operário. Por insistência de sua mãe (que não via alternativas viáveis), ele entra em um convento franciscano por influência de seu tio (Harold Goldblatt), uma autoridade na ordem religiosa. Mas os problemas seguem Giuseppe aonde quer que ele vá, incluindo o convento, por causa de seu raciocínio lento. Eventualmente, seu bom coração é notado pelo bispo visitante Durso, (Akim Tamiroff), que ordena que ele seja treinado para ser um sacerdote.
Apesar da incapacidade de Giuseppe para os estudos acadêmicos necessários, e preferência por apenas administrar as ovelhas e outros animais no estábulo do convento, ele é ordenado sacerdote. Embora aprenda pouco com a tutoria dos frades, Giuseppe passa nos exames necessários para o sacerdócio por meio de uma série de eventos improváveis ou possivelmente milagrosos. Logo depois, quando Giuseppe é visto levitando durante a oração extática à Santíssima Virgem Maria e durante a Missa conventual, um dos superiores da comunidade, o Padre Raspi (Ricardo Montalbán), afirma que Giuseppe sofre de possessão demoníaca. Giuseppe é acorrentado por seus irmãos frades e depois exorcizado, mas suas levitações continuam, persuadindo a todos - incluindo seu antigo crítico - da origem divina de seus poderes.

## Elenco
- Maximilian Schell como Giuseppe
- Ricardo Montalbán como Padre Raspi
- Lea Padovani como a mãe de Giuseppe
- Akim Tamiroff como Bispo Durso
- Harold Goldblatt como Padre Giovanni
- Arnoldo Foà como Felixa - Pai de Giuseppe
- Carlo Croccolo como o Gobbo - o Corcunda
- Giulio Bosetti como Irmão Orlando
- Elisa Cegani como irmã
- Giacomo Rossi Stuart como jovem prelado examinador
- Tonio Selwart como Prelado de Exame
- Odoardo Spadaro como Antigo Prelado de Exame